# جوونزوو (لوئیزیانا)
جوونزوو (به انگلیسی: Jonesboro) شهری در ایالت لوئیزیانا کشور ایالات متحده آمریکا است که جمعیت آن در سرشماری سال ۲۰۱۰ میلادی، ۴٬۷۰۴ نفر بوده‌است.